# Nemetona
Nemetona/Nemetone est une déesse de la religion celtique antique adorée dans la Gaule orientale. Son nom est dérivé de la racine celtique nemeto-, se référant à des lieux sacrés, et est lié à nemeton, désignant le sanctuaire gaulois. Elle est souvent associée à Mars.
En tant que déesse gallo-romaine, elle peut être confondue avec la déesse Victoire.

## Localisation

### Allemagne
La déesse fut probablement la divinité éponyme du peuple germano-celtique des Nemetes ; des manifestations de sa vénération se trouvent tout au long de leurs anciens territoires, dans et autour de ce qui est aujourd'hui Trèves, en Allemagne.
- Avec son parèdre Loucetios, elle avait un temple à Klein-Winternheim (Mogontiacum)[1], et peut-être aussi à Groß-Gerau (AE 1991, 1272)[2]
- Le couple Mars et Nemetona étant honoré dans la région à Altrip (Alta Ripa)[3] (CIL XIII 6131), Trèves, Spire, Eisenberg.

Le site d'Altrip a aussi livré une représentation en terracotta de la déesse.

### Angleterre
Son culte est également attesté à Bath, en Angleterre, où un autel lui a été dédié ainsi qu'à Loucetios Mars. Seulement c'est fait mais par un homme gaulois du peuple des Trévires . Elle est sur le même autel que Jupiter Oetius et Mars. La répartition des dédicaces à Nemetona et aux Matres Nemetiales - dans la dédicace de Bath, le dédicataire précise qu'il est originaire de la cité des Treveri - tend à prouver qu'il s'agissait des déesses tribales des Nemetes. Néanmoins, l'idée d'une déesse incarnant le nemeton ("sanctuaire" ou "bosquet") reste tout à fait possible et ne doit pas être écartée.

### France
On mentionne un sanctuaire à  la déesse gallo-romaine Diana Nemorensis près de Poitiers, fêtée le 13 août. La 4e épouse de Clotaire 1er, Radagonde, qui deviendra plus tard sainte Radagonde, fonde le monastère Ste-Marie-hors-les-Murs sur le Clain près de Poitiers au-dessus d'un sanctuaire aquatique celtique dédié initialement à la déesse Diana Nemorensis. Elle rebaptise abbaye Sainte-Croix lorsque l'empereur byzantin Justin II lui envoie un éclat de la Sainte Croix du Christ à conserver. L'église du monastère sera rebaptisée Église Sainte-Radegonde de Poitiers.

## Autres versions

### Le cas desMatres Nemetiales
Mentionnées plusieurs fois, les Matres Nemetiales posent problème, leur épithète pourrait être lié aux Némètes, un peuple germano-celtique mentionné ci-dessus. On trouve beaucoup de Matres qui sont associées à un peuple par exemple les Matres/Matronae Senonae (Matres des Sénons) ou Matrib(us) Remis (Matres des Remnes).
Elles peuvent aussi être liées à la déesse Némétona. L'un n'empêche pas l'autre d'ailleurs : L'ethnonyme Nemetes et les noms divins ou épithètes Nemetona et Nemetiales doivent être dérivés du gaulois nemeton signifiant "sanctuaire" ou "bosquet sacré". Les Matres Nemetiales peuvent donc être comprises comme "Les Mères du Bosquet Sacré ou de l'Enceinte" et Nemetona "Bosquet Sacré" ou "Sanctuaire".
Les Matres Nemetiales sont mentionnées dans une inscription datant probablement du IIe siècle après J.-C., découverte en 1822 dans le cimetière de l'ancienne église Saint-Jean, à Grenoble (Isère) :
Matris Nemetiali(bus ?) Lucretia [...] Q(uinti) Lib(erta) VM, "Aux Matres Nemetiales (ou aux Matres et à Nemetialis) Lucretia [...] libérée de Quintus [...]"

### Une version masculine?
La déesse rappelle le Deus Nemestrinus, cité par Arnobe de Sicca, dit l'ancien, au 3e siècle quand il s'adresse aux Romains païens (les Gentils) : Puta, dites-vous, préside à la taille des arbres, Peta aux prières ; Nemestrinus est le dieu des bosquets. Il faut noter que ces trois dieux / déesses sont des hapax, et ne sont mentionnés que par cet auteur dans cette unique phrase.

### La Victoire gallo-romaine
Sur l'une des descriptions (à Eisenberg), Nemetona est identifiée à la Victoire Romaine, ce qui pourrait expliquer l'association avec Mars, dieu guerrier :
[In h(onorem) d(omus)] d(ivinae) Marti Lou/[cetio et] Victoriae Neme/[tonae] M(arcus) A(urelius) Senillus Seve/[rus b(ene)f(iciarius) l]egati urnam cum / [sortib]us et phiala(m) ex / [vo]to posuit l(ibens) l(aetus) m(erito) / [Grat]o et Seleuco co(n)s(ulibus) / X Kal(endas) Maias
"En l'honneur de la maison divine, à Mars Loucetius et Victoria Nemetona, Marcus Aurelius Senillus Severus, un protégé du général, a installé une urne avec ses lots et son plat de service dans l'accomplissement libre, joyeux et bien mérité de son vœu, le dixième jour avant les kalendes de mai dans le consulat de Gratus et Seleucus".
Notons qu'on a de nombreux textes antiques qui témoignent de l'utilisation des bois et forêts pour combattre l'ennemi par les celtes et gaulois, comme par exemple le texte de Tite Live concernant la mort de Postumius :
Les Gaulois s'étaient répandus sur la lisière de la forêt, le plus loin possible de la route. Dès que l'armée romaine fut engagée dans cet étroit passage, ils poussèrent les plus éloignés de ces arbres qu'ils avaient coupés par le pied. Les premiers tombant sur les plus proches, si peu stables eux-mêmes et si faciles à renverser, tout fut écrasé par leur chute confuse, armes, hommes, chevaux: il y eut à peine dix soldats qui échappèrent. La plupart avaient péri étouffés sous les troncs et sous les branches brisées des arbres; quant aux autres, troublés par ce coup inattendu, ils furent massacrés par les Gaulois, qui cernaient en armes toute l'étendue du défilé. [...] Le butin fut pour les Gaulois aussi considérable que l'avait été la victoire ; car, bien que les animaux, pour la plupart, eussent été écrasés par la chute de la forêt; n'y ayant pas eu de fuite ni par conséquent de dispersion des bagages, on retrouva tous les objets à terre, le long de la ligne formée par les cadavres. »
Un indice du caractère guerrier de Nemetona peut être fourni par une terre cuite qui la représenterait. La sculpture a été trouvée dans le quartier du temple de Treveri, où l'on avait trouvé l'une des épigraphes dédiées à Nemetona et à Mars, et représente une déesse debout, appuyée sur un bouclier, avec une tête humaine placée à ses pieds. Il n'est cependant pas certain que la divinité représentée soit Nemetona.

### Nemain
Nemain est l'une des épiclèses de la déesse guerrière irlandaise Badb. Elle est mentionnée dans le Táin Bó Cúailnge :
Cuchulain se leva et saisit ses deux lances, son bouclier et son épée. Il secoua son bouclier, brandit ses lances et brandit son épée, et fit jaillir de sa gorge le cri du héros, si bien que les démons, les gobelins, les lutins des vallées et les démons de l'air répondirent à l'effroi du cri qu'il avait poussé en haut, jusqu'à ce que Nemain, qui est Badb, jette la confusion sur l'armée.
Ou encore : 
Alors Nemain, le Badb, les attaqua, et ce ne fut pas la nuit la plus calme qu'ils eurent, avec le bruit du guerrier, à savoir Dubthach, dans leur sommeil. Il répandit aussitôt ces craintes parmi l'armée et lança une grosse pierre sur la foule, jusqu'à ce que Medb vienne l'arrêter. 
Noémie Beck considère que l'identification de Nemetona avec Nemain est inadéquat, malgré son assimilation à la victoire gallo-romaine. 

## Les dédicaces rangées par type

### AvecMars
- Mart[i et] Nem[etonae] - "À Mars et Nemetona" ; l'épigraphe provient de ce qui semble être les vestiges d'un temple qui lui était dédié, Altbachtal, Trèves, Allemagne
- On la retrouve à Spire avec une dédicace : MARTI .NEMETO | NAE | SILVINIVSTVS ET DVBITATVS | V.S.L.L.P. [12]

### Avec (Mars)Loucetios
- Marti et Nemetonae Silvini Iustus et Dubitatus v(otum) s(olvit) l(ibens) l(aetus) p(osuerunt) - "À Mars et Nemetona, Silvinus Iustus et Dubitatus ont posé (cet autel), et ont accompli leur vœu avec joie" ; d'Altrip, Allemagne ;
- Peregrinus Secundi fil[ius] civis Trever Loucetio Marti et Nemetona v(otum) s(olvit) l(ibens) m(erito) - "Peregrinus, fils de Secundus, de la ville de Trèves, à Mars Leucetius et Nemetona a accompli avec joie son vœu, l'ayant mérité (les divinités)" ; des thermes romains de Bath, Angleterre.
- In h(onorem) d(omus)] d(ivinae) Marti Lou/[cetio et] Victoriae Neme/[tonae] M(arcus) A(urelius) Senillus Seve/[rus b(ene)f(iciarius) l]egati urnam cum / [sortib]us et phiala(m) ex / [vo]to posuit l(ibens) l(aetus) m(erito) / [Grat]o et Seleuco co(n)s(ulibus) / X Kal(endas) Maias - "En l'honneur de la maison divine, à Mars Loucetius et Victoria Nemetona, Marcus Aurelius Senillus Severus, un protégé du général, a installé une urne avec ses lots et son plat de service dans l'accomplissement libre, joyeux et bien mérité de son vœu, le dixième jour avant les kalendes de mai dans le consulat de Gratus et Seleucus" à Eisenberg (Allemagne)

### Seule
- [Ne]met[onae] - "À Nemeton[onae]" ; dédicace et provenance incertaine, peut-être de Trèves, Allemagne ;
- Ne]met[onae ( ?), "À Nemetona" honorée dans cinq inscriptions de Trèves,
- Nemeton[ae] v(otum) s(olvit) l(ibens) m(erito) - "À Nemetona (la dédicataire anonyme) a volontairement accompli son vœu, l'ayant mérité (la divinité)" ; d'après une plaque de bronze de Klein-Winternheim, Allemagne ;
- A(ulus) Didius Gallus / [F]abricius Veiento co(n)s(ul) / III XVvir sacris faciend(is) / sodalis Augustal(is) sod(alis) Flavial(is) / sod(alis) <T=I>i<t=I>ialis et Attica eius / Nemeton(ae) v(otum) s(olvit) l(ibens) m(erito (CIL XIII, 7253) "Aulus Didius Gallus / Fabricius Veientus consul / III XV vir sacris endiendis / membre d'Auguste membre de Flavial / membre de Titial et de son Attique / a volontairement payé le vœu de Nemetone" sur l'autel de Mayence.

## Toponymie
La présence de nemetons celtiques est attestée par les noms d'un certain nombre d'anciennes villes situées dans la région autrefois habitée par les Celtes, telles qu'en France ;
- La ville d'Arras anciennement Nemetocenna (puis Nemetacum à l'époque gallo-romaine) tenait probablement, à l'époque gauloise, son nom de cette divinité.

- Augustonemeton, à Clermont-Ferrand ;
- Nemetodurum, à Nanterre.

ou en Angleterre ;
- Medionemeton - "le bosquet central sacré" - dans le Strathclyde ;
- Nemetostatio, dans le North Devon (aujourd'hui North Tawton) ;
- Vernemeton - "le bosquet sacré du printemps" - dans le Nottinghamshire (aujourd'hui Willoughby)  ;

etc...

### Pages connexes
- Religion celtique
- Nemain
- Victoire

## Sources
- Nicole Jufer et Thierry Luginbühl, Les dieux gaulois : répertoire des noms de divinités celtiques connus par l'épigraphie, les textes antiques et la toponymie, Editions Errance, 2001
- (en) John T. Koch, Celtic Culture : A Historical Encyclopedia, ABC-CLIO, 2006